# Валле (замок)
Валле (дан. Vallø Slot) — замок у Данії, на острові Зеландія, за 7 км на південь від міста Кеге (дан. Køge), в комуні Стевнс. Має дві вежі — одну круглу й одну квадратну. Оточений парком з озерами.

## Історія
Замок Валле вперше згадується як володіння Ескільда Краге (Eskild Krage) 1330 року. Знайдено рештки будівель XIII століття. У XV столітті замок було розділено на західну та східну частини. З того часу ним володіли в основному жінки. 1525 року господарем замку став Олуф Розенкранц (Oluf Rosenkrantz), а по його смерті замок перейшов у володіння двох його дочок — Біргітти (Birgitte) й Метте (Mette). Біргітта розширила церкву Валлебю, яка до того складалась із однієї каплиці. А Метте 1586 перебудувала замок, який набув свого сучасного вигляду.
До 1708 замок Валле перебував у приватному володінні, а потім його викупив король Фредерік IV для своєї другої дружини. 1738 року за бажанням Софі Магдалени, дружини Кристіана VI, замок став «Будинком старих дів шляхетного походження», де за казенний рахунок проживали дворянки похилого віку, які не були у шлюбі. В замку проживали абатиса, мати-настоятелька й не більше 12 неодружених дворянок. Абатисою мала бути принцеса чи інша жінка з королівського роду. Чоловікам було заборонено залишатись у замку вночі.
Після пожежі 1893 року замок Валле було перебудовано, а правила проживання пом'якшено. З 1976 в замку було дозволено жити звичайним жінкам, навіть вдовам і розлученим.

## Галерея

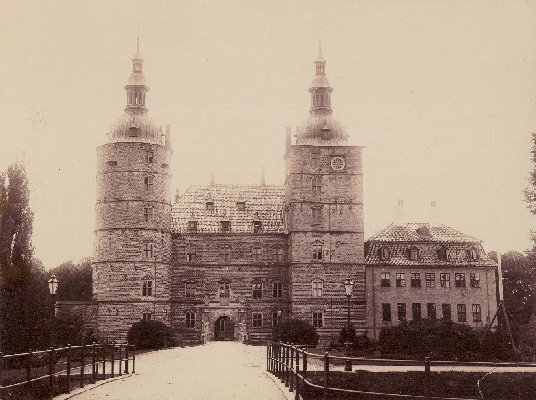
Замок до пожежі 1893 (бл. 1890)
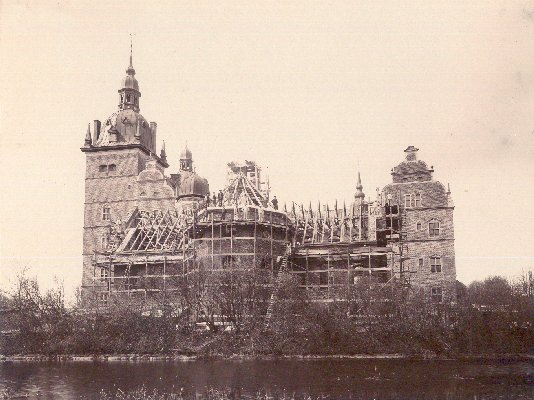
Перебудова замку після пожежі 1893 (бл. 1895)
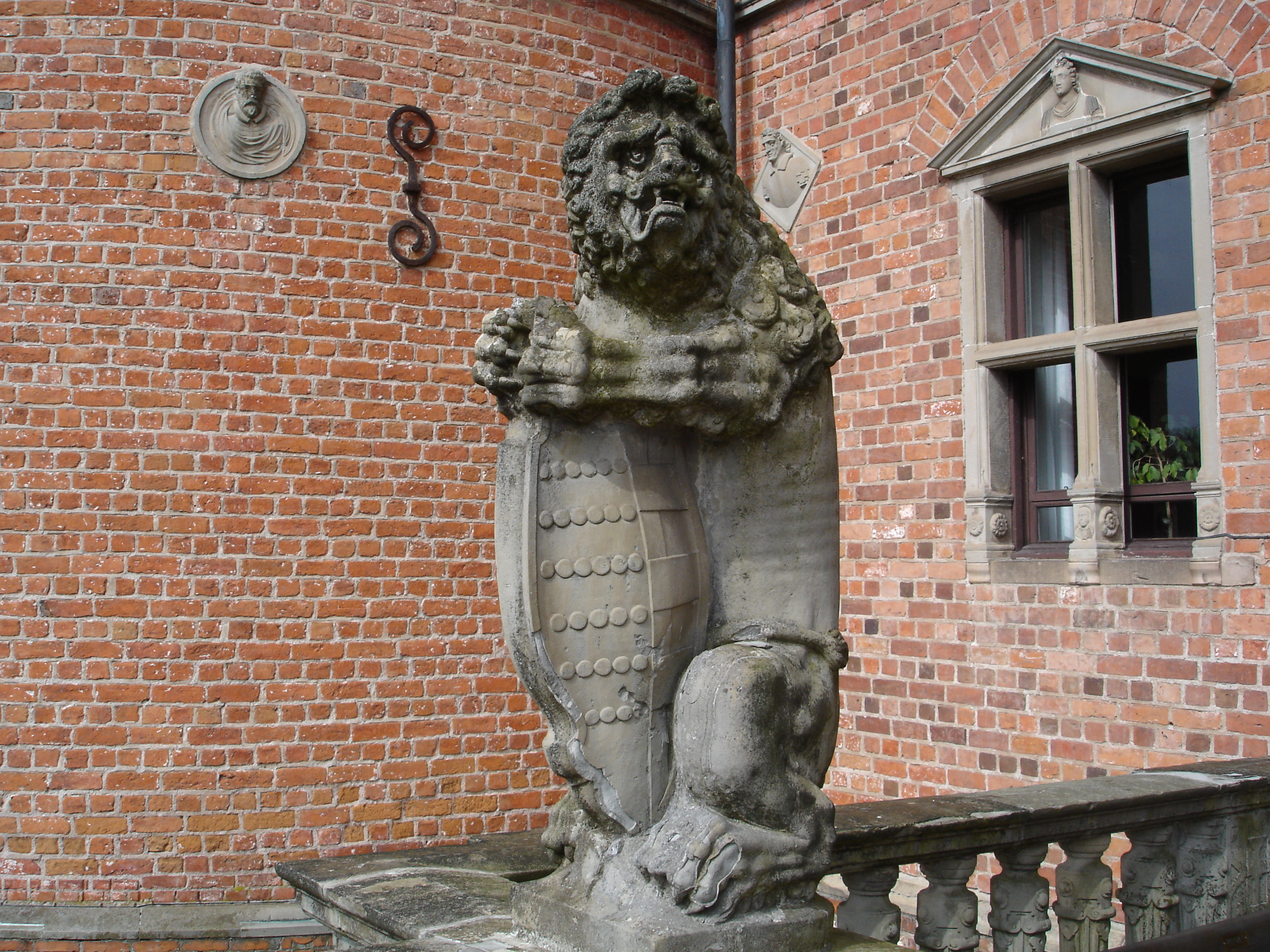
Скульптура на мосту перед замком
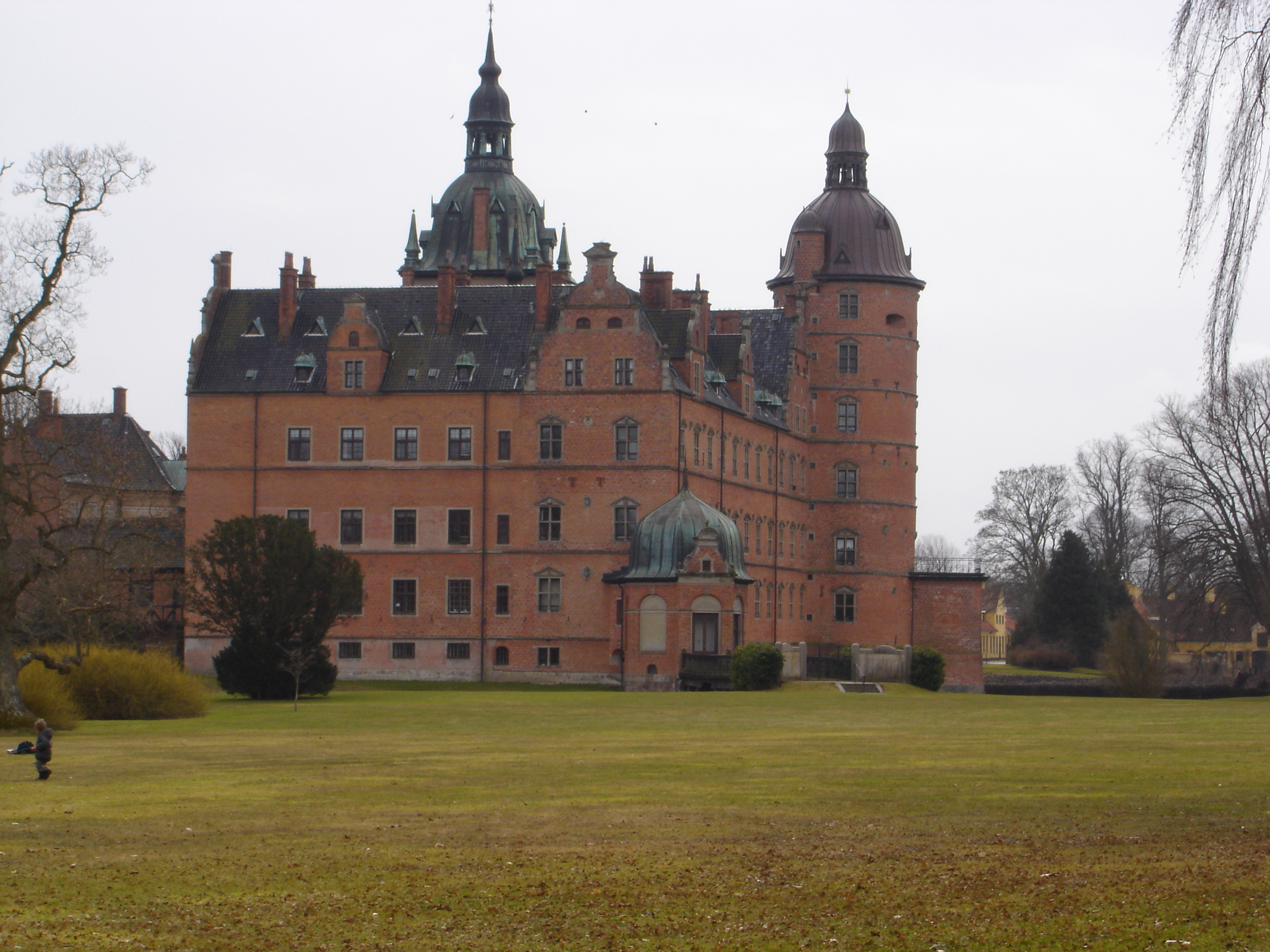
Вид замку ззаду